# Вороной, Марк Николаевич
Марк Никола́евич Вороно́й (укр. Марко́ Микола́йович Ворони́й, 5 (19) марта 1904 года, Чернигов — 3 ноября 1937 года, урочище Сандармох близ станции Медвежья Гора, Карелия, РСФСР) — украинский советский поэт и переводчик, сын писателя Николая Вороного.

## Биография
Родился в семье великого украинского поэта Николая Вороного и Веры Вербицкой-Антиох, дочери поэта Николая Вербицкого, одного из авторов слов гимна Украины «Ще не вмерла України нi слава нi воля». Обучался в Черниговской гимназии. В 1918 году добровольно записался в армию Деникина, однако являлся несовершеннолетним и взят не был. Некоторое время жил в Краснодаре.
В 1920 году вернулся на Украину, стал работать грузчиком. После возвращения отца из Польши вместе с ним проживал сначала в Харькове, а позже — в Киеве. Учился на режиссёрском факультете Киевского музыкально-драматического института имени Н. Лысенко.
С 1928 года работал на киностудии, переводя титры с русского языка на украинский. Осенью 1933 года переехал в Москву, работал в журнале «Наши достижения», путешествовал по всему Союзу. В 1934 году, когда арестовали Николая Вороного, Марк вернулся на Украину, вместе с отцом требовал в инстанциях пересмотреть дело. На тот момент был безработным.
19 марта 1935 года, в день рождения Марка Вороного, его арестовали. Военный трибунал Киевского военного округа на закрытом судебном заседании 1-4 февраля 1936 года приговорил Марка Николаевича Вороного к восьми годам исправительно-трудовых лагерей. Наказание отбывал в городе Кемь, позднее в Соловках. Особой тройкой управления НКВД Ленинградской области 9 октября 1937 года приговорён к расстрелу. Приговор приведён в исполнение 3 ноября 1937 года в урочище Сандармох.
Марк Вороной издал пять книг для детей (все в 1930 году) и сборник стихов «Форвард» (1932). Переводил с немецкого (Райнер Мария Рильке, Георг Гайм, Альберт Лихтенштайн), французского (Сюлли-Прюдом, Шарль Бодлер, кроме известного «Альбатроса»), итальянского (Джованни Боккаччо) языков, а также с иврита (Давид Гофштейн).

## Издания
- Строители (укр. Будівельники) — Киев, 1930 год;
- Лошадки (укр. Коники) — Киев, 1930 год;
- Носорог (укр. Носоріг) — Киев, 1930 год;
- Пруд (укр. Ставок) — Киев, изд. «Культура», 1930 год;
- Красные галстуки (укр. Червоні краватки) — Киев, изд. «Культура», 1930 год;
- Форвард — Харьков-Киев, изд. «ЛиМ», 1932 год.